# Juan José Torres

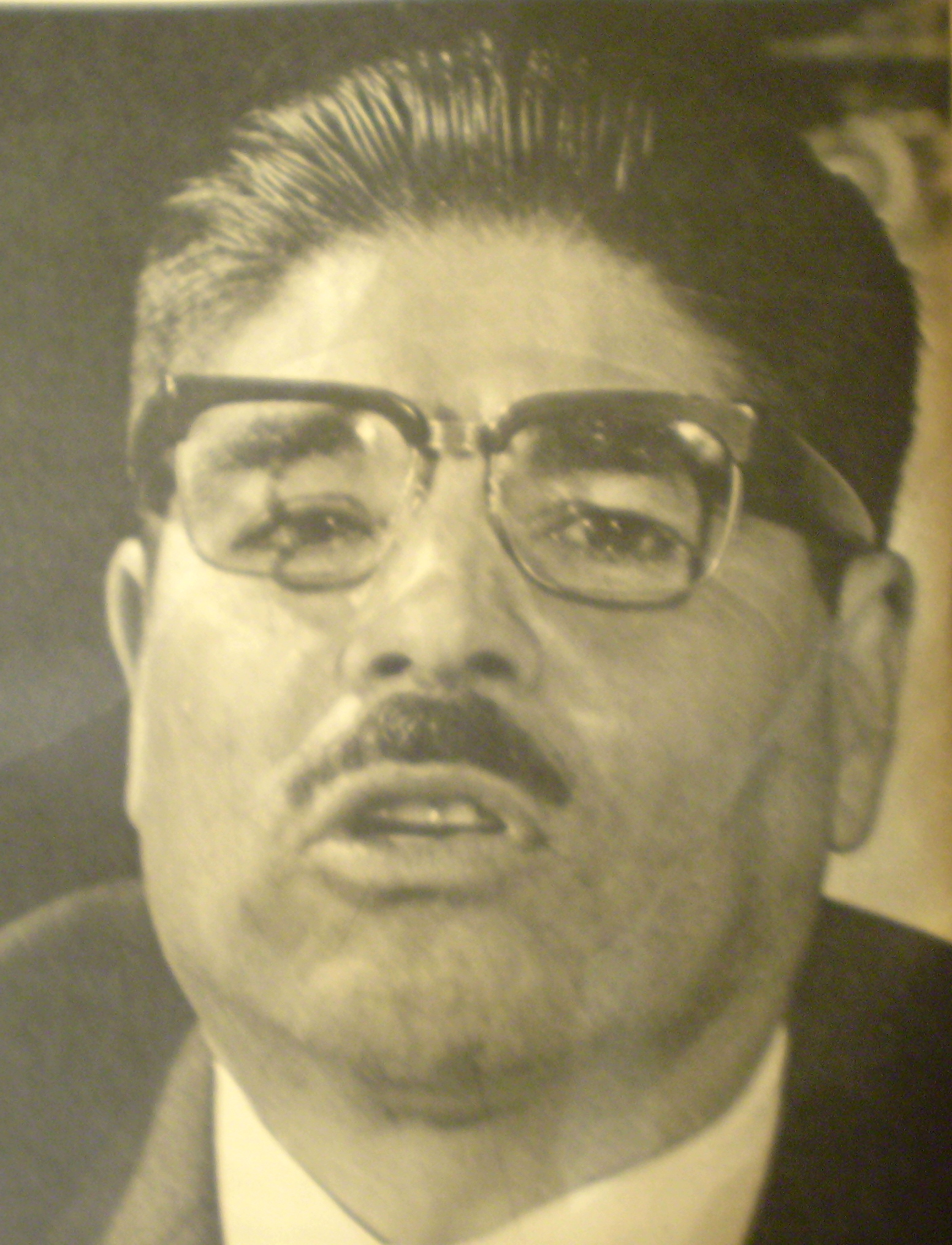
Juan José Torres

Juan José Torres Gonzales (* 5. März 1920 in Cochabamba, Departamento Cochabamba; † 2. Juni 1976 in San Andrés de Giles, Provinz Buenos Aires, Argentinien), in seiner Heimat auch unter dem Kürzel JJ (für: Jota Jota, d. i. Juan José) bekannt, war ein bolivianischer Offizier und Politiker. Er war vom 7. Oktober 1970 bis zum 21. August 1971 Präsident der Republik Bolivien. Torres wurde 1976 im argentinischen Exil im Zuge der Operation Condor durch Kräfte des rechten bolivianischen Diktators Banzer ermordet.

## Leben

### Herkunft
Juan José Torres entstammte einer armen Mestizen-Familie aus Cochabamba; viele seiner Vorfahren gehörten dem Volk der Aymara an. Sein Vater Juan Torres Cueto fiel im Chacokrieg der frühen 1930er Jahre. Juan José Torres musste daher früh zum Lebensunterhalt der Familie – sechs Brüder und die verwitwete Mutter Sabina González – beitragen. Er besuchte die Heeresakademie und schloss die Militärschule Gualberto Villarroel am 20. Dezember 1941 im Rang eines Leutnants der Artillerie ab.

### Militärische und politische Laufbahn
In der Folgezeit stieg Torres die militärische Rangleiter bis zum Rang eines Generals auf. 1964 war er Militärattaché an der bolivianischen Botschaft in Brasilien und 1965 wurde er zum Botschafter in Uruguay ernannt.
1966 wurde Torres Arbeitsminister in der Militärregierung unter der ersten Präsidentschaft von Alfredo Ovando Candía. Im folgenden Jahr wurde er zum Chef des Generalstabs der bolivianischen Streitkräfte ernannt. Von 1968 bis 1969 war er Ständiger Sekretär des „Obersten Rats der Nationalen Verteidigung“ (Consejo Supremo de Defensa Nacional). Während dieser Zeit entwarf Torres mit einer Gruppe von Zivilisten und Militärs die politischen und ideologischen Leitlinien, die die zweite Regierung von Ovando Candía 1969 als Regierungsprogramm annahm. Torres war der Verfasser des „Revolutionären Auftrags der Streitkräfte“ (Mandato Revolucionario de las Fuerzas Armadas), der programmatischen Plattform der Militärregierung von 1969, und war mit José Ortiz Mercado führend an der Ausarbeitung einer „Sozio-ökonomischen Strategie der nationalen Entwicklung“ (Estrategía Socio-Económica del Desarrollo Nacional) beteiligt. Dieses Programm, das die Regierungstätigkeit der Regierung Ovando Candía leiten sollte, wurde allerdings erst während der Regierung von Torres selbst in die Tat umgesetzt. Während der Präsidentschaft Ovandos wurde nach den Vorgaben eines „Zweiten Revolutionären Auftrags der Streitkräfte“, der ebenfalls von Torres ausgearbeitet worden war, die Erdölgesellschaft Bolivian Gulf Oil Company verstaatlicht. 1970 wurde Torres Gonzales Oberkommandierender der Streitkräfte und gehörte dem Ministerrat als unmittelbarer Vertreter der Militärs an. Seine zentrale Aufgabe war es hier, darauf zu achten, dass die Regierung Ovandos das Programm der Militärs umsetzte.
Juan José Torres war in den 1960er Jahren die „rechte Hand“ des reformorientierten Alfredo Ovando. Torres selbst war im Gegensatz zu den überwiegend rechtsgerichteten militärischen Führern in Lateinamerika ein entschiedener Linker. Darin stand er dem Peruaner Juan Velasco Alvarado und Omar Torrijos in Panama nahe. Seine Herkunft aus den ärmeren Klassen, verbunden mit seiner teilweise indigenen Abstammung, machte ihn zu einer populären und volksverbundenen Gestalt in der bolivianischen Politik. Als Alfredo Ovando Candía im September 1969 durch einen Staatsstreich zum zweiten Mal Präsident des Landes wurde, war Torres einer der maßgeblichen linken Offiziere, die Ovando zu weiter reichenden Reformen auch gegen den Widerstand konservativer Offiziere drängten.

### Der Rechtsputsch und seine Niederschlagung im Oktober 1970
Am 6. Oktober 1970 putschten rechtsgerichtete Militärführer gegen die Regierung Ovandos. Links- und rechtsgerichtete Militäreinheiten bekämpften in mehreren größeren Städten Boliviens einander blutig. Präsident Ovando glaubte seine Sache verloren und floh in eine ausländische Botschaft. Aber die loyalen Streitkräfte unter der entschlossenen Führung von Torres fanden Unterstützung durch eine breite Volksbewegung aus Arbeitern, Bauernorganisationen und der studentischen Bewegung an den Universitäten. Torres selbst nannte diese Allianz später die „vier Säulen der Revolution“. Am 7. Oktober 1970 hatten sich die linken Militärs und ihre Verbündeten in Bolivien durchgesetzt. Aufgerieben von 13 strapaziösen Monaten im Präsidentenamt übergab Ovando die Präsidentschaft seinem Freund Juan José Torres.

### Präsidentschaft
Während seiner kurzen, nur gut zehn Monate dauernden Präsidentschaft wurden wichtige Teile des Bergbausektors verstaatlicht und die Mitarbeiter des als „imperialistisch“ empfundenen US-amerikanischen Friedenscorps des Landes verwiesen. Zu den sozio-ökonomischen Maßnahmen im Inneren gehören die merkliche Anhebung des Budgets der bolivianischen Hochschulen, die Schaffung einer Entwicklungskörperschaft (Corporación de Desarrollo) als Fördereinrichtung für bolivianische Staatsbetriebe und einer Staatsbank sowie eine merkliche Lohnerhöhung für die Bergbauarbeiter. Torres etablierte eine „Versammlung des Volkes“ (Asamblea Popular), der Vertreter „proletarischer“ Sektoren der Gesellschaft (Bergbauarbeiter, gewerkschaftlich organisierte Lehrer, Studenten, Bauern) angehörten und der beinahe die Befugnisse eines Parlaments zugestanden wurden, die aber von den rechten Regimegegnern als eine „Räteversammlung“ bekämpft wurde. Schwierig gestaltete sich auch das Verhältnis zum Vorsitzenden der Asamblea Popular, dem aus dem Exil zurückgekehrten Gewerkschaftsführer der Central Obrera Boliviana, Juan Lechín Oquendo, der versuchte, aus der Asamblea eine Parallelregierung zu machen, die sich auf Gewerkschaften und lokale Volksversammlungen stützte. Fortgesetzte Streiks schwächten die Regierung Torres.
Torres’ Politik war so ein Balanceakt zwischen den weitergehenden Forderungen der linken Bewegungen, die ihn als Angehörigen des Militärapparats misstrauisch beobachteten, und den Attacken der Rechten, die ihn geradewegs in Richtung „Kommunismus“ steuern sahen und die sich des Wohlwollens der Regierung von Richard Nixon in den USA sicher sein konnten.

### Sturz, Exil und Ermordung
Nach nur zehn Monaten im Amt wurden Juan José Torres und seine Regierung durch einen blutigen Staatsstreich einer Junta von Militärbefehlshabern um Hugo Banzer gestürzt. Die Putschisten erfreuten sich der Unterstützung rechtsgerichteter brasilianischer Kreise und weiter Teile der deutschen Kolonie in Bolivien. Es gab zivilen und militärischen Widerstand gegen den Putsch, aber die Rechten hatten die Lektion aus dem fehlgeschlagenen Umsturzversuch vom Oktober 1970 gelernt: sie brachen den Widerstand mit bedenkenloser Brutalität. Torres ging ins Exil, zunächst nach Peru, dann nach Chile und schließlich nach Argentinien. Im chilenischen Exil verfasste Torres eine Zusammenfassung seiner historischen und politischen Überzeugungen und seiner programmatischen Stellung unter dem Titel „Bolivien: Nationale Dynamik und Befreiung“ („Bolivia: Dinámica Nacional y Liberación“).
Im argentinischen Exil blieb Torres auch nach dem Putsch rechter Generäle um Jorge Rafael Videla vom März 1976. Am 2. Juni 1976 wurde er im Rahmen der Operation Condor in Buenos Aires entführt und ermordet. Hinter der Aktion „antikommunistischer“ Kräfte werden die Regierungen von Banzer und Videla vermutet.

## Erinnerung und Nachleben

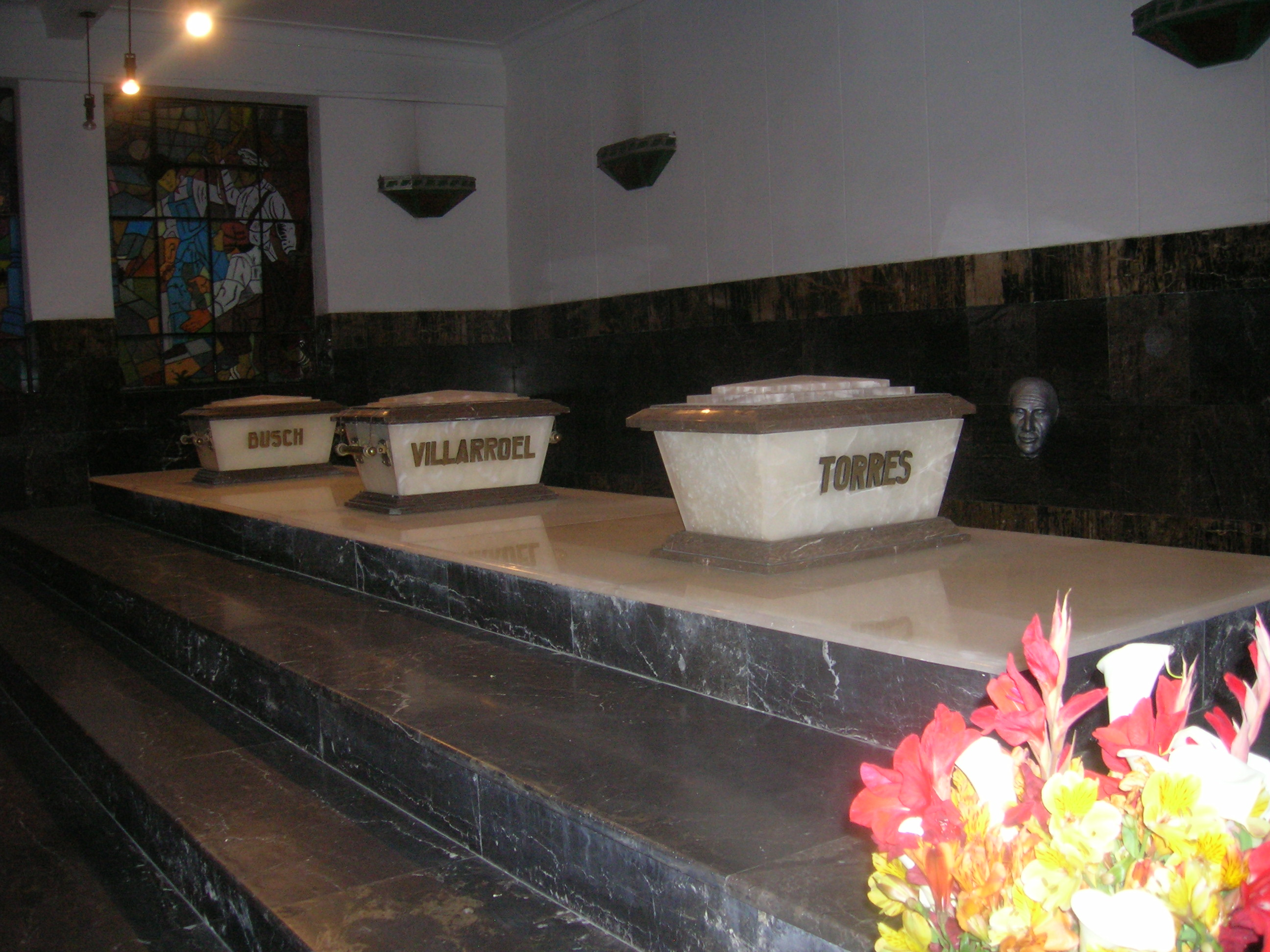
Torres’ Sarkophag im Monumento a la Revolución Nacional in La Paz

Die diktatorische Regierung Banzers in Bolivien verhinderte die Rückführung der sterblichen Überreste von Juan José Torres in sein Heimatland, da sie befürchtete, noch als Leichnam könne der populäre General und Ex-Präsident den Widerstand gegen das Regime befördern. Schließlich entschloss sich seine Familie, die sich dem Druck der argentinischen wie der bolivianischen Junta ausgesetzt sah, den Leichnam nach Mexiko zu überführen, wo er für die nächsten sieben Jahre verblieb. Erst 1983 konnte er während der Regierung von Hernán Siles Zuazo nach Bolivien zurückgeführt werden. Er ruht im „Denkmal für die Nationale Revolution“ („Monumento a la Revolución Nacional“) in La Paz an der Seite der ebenfalls als Märtyrer angesehenen Präsidenten Germán Busch Becerra und Gualberto Villaroel López.